# Kimvula (territoire)
Pour le chef-lieu, voir Kimvula.
Le Territoire de Kimvula est une subdivision administrative de la province du Kongo central en république démocratique du Congo. Il a pour chef-lieu Kimvula.

## Histoire
Le territoire de Kimvula créé en 1965 dans le district des Cataractes est à partir de 1978 intégré au district de la Lukaya.

## Communes
Le territoire compte 1 commune rurale de moins de 80 000 électeurs.
- Kimvula, (7 conseillers municipaux)

## Secteurs
Le territoire de Kimvula est organisé en 3 secteurs et 11 groupements.
- Secteur Benga, constitué de 4 groupements : Kimankundi, Kimvidi, Kinsimbu-Lukeni et Kongo-Mbuba.
- Secteur Lubisi, constitué de 3 groupements : Kimabaka, Nsaka et Pangala.
- Secteur Lula-Lumene, constitué de 4 groupements : Kimpisiala, Lula-Lumene, Mbakani et Mbeko-Nseke.

## Population
La population du territoire compte six tribus principales appartenant à l'ethnie Bakongo : Mpangu, Nkanu, Mbeku, Lula, Badikidiki et Mbata.

## Politique
Le député du territoire élu en 2006 est Ruffin Mpaka Mawete. Depuis il a été battu lors des élections de 2011, un nouveau député a été élu, il s'appelle Kikoka Gaytoni Toni , ce dernier est un haut magistrat de la République (1er Avocat Général de la République) qui a pris sa disponibilité un moment, en quittant le corps de la magistrature, afin de travailler au développement de ce Territoire de Kimvula. Plusieurs réalisations lui sont attribuées dans le Territoire.